# جاي هوفمان (لاعب دوري الرغبي)
جاي هوفمان (بالإنجليزية: Jay Hoffman)‏ هو لاعب دوري الرغبي أسترالي، ولد في 20 يناير 1958.